# Sor Patrocinio
María Josefa de los Dolores Anastasia de Quiroga Capopardo, känd som Sor Patrocinio, född 27 april 1811 i San Clemente, död 27 januari 1891 i Guadalajara, var en spansk romersk-katolsk nunna och mystiker. Hon var medlem av Orden de la Inmaculada Concepción och har förklarats som Guds tjänare inom Romersk-katolska kyrkan. 

## Biografi
År 1830 fick Sor Patrocinio uppenbarelser av Jungfru Maria och mottog stigmatiseringssår. Hennes saligförklaringsprocess inleddes den 19 juli 1907.

### Webbkällor
- ”María Rafaela Quiroga” (på spanska). Biografías y Vidas. Arkiverad från originalet den 20 februari 2021. https://archive.md/37cbd. Läst 20 februari 2021.